# Autoroute A4 (Francia)
La A4 o Autoroute de l'Est es la autopista francesa que une París y Estrasburgo por Reims, Verdun y Metz. Forma parte de la carreteras europeas E50 y E25.
Su construcción comenzó en los años 70 cerca de París. El primer tramo que se abrió fue en 1974 entre la Porte de Bercy París y Joinville-le-Pont, de un solo carril por sentido. El segundo carril fue añadido en 1975 y los siguientes tramos entre Joinville-le-Pont y Metz se abrieron en 1975 y 1976. Las autopistas A32 y A34 pasaron a formar parte de la A4 en 1982.
Desde París, la autopista pasa por Marne-la-Vallée y Disneyland París. Continúa pasando por las ciudades del nordeste de Francia como Reims, finalizando su recorrido en la ciudad de Estrasburgo donde conecta con las carreteras de Alemania.

## Historia
| Inicio Tramo      | Fin Tramo         | Año de Construcción   | Notas             |
| ----------------- | ----------------- | --------------------- | ----------------- |
| Porte de Bercy    | Saint-Maurice     | 1974 (primer carril)  |                   |
| Porte de Bercy    | Saint-Maurice     | 1974 (segundo carril) |                   |
| Saint-Maurice     | Joinville-le-Pont | 1974 (primer carril)  |                   |
| Saint-Maurice     | Joinville-le-Pont | 1975 (segundo carril) |                   |
| Joinville-le-Pont | Coutevroult       | 1976                  |                   |
| Coutevroult       | Bouleurs          | 1975                  |                   |
| Bouleurs          | Château-Thierry   | 1976                  |                   |
| Château-Thierry   | Tinqueux          | 1975                  |                   |
| Tinqueux          | Les Islettes      | 1976                  |                   |
| Les Islettes      | A31               | 1975                  |                   |
| A31               | Metz (este)       | 1976                  |                   |
| Metz (este)       | Merlebach         | 1971                  | Anteriormente A32 |
| Merlebach         | Mundolsheim       | 1976                  | Anteriormente A34 |
| Mundolsheim       | Estrasburgo       | 1972                  | Anteriormente A34 |

## Salidas
| Número de Salida | Nombre de Salida                         | Carretera que enlaza |
| ---------------- | ---------------------------------------- | -------------------- |
|                  | Bulevar Periférico de París              |                      |
| 1                | Charenton                                |                      |
| 2                | Joinville-le-Pont                        | A86                  |
| 3                | Nogent-sur-Marne                         | A86                  |
| 4                | Noisy-oeste                              |                      |
| 5                | Noisy-este                               |                      |
| 6                | Champs-sur-Marne                         |                      |
| 7                | Val Maubué                               | N104                 |
| 8                | Croissy-Beaubourg                        |                      |
| 9                | Collégien                                |                      |
| 10               | Ferrières-en-Brie                        |                      |
| 10.1             | Marne-la-Vallée oeste                    |                      |
| 11               | Lagny-Sur-Marne                          | A104                 |
| 12               | Marne-la-Vallée Val de Bussy             |                      |
| 13               | Marne-la-Vallée Val de Lagny             |                      |
| 14               | Marne-la-Vallée Val d' Europe            |                      |
|                  | Peaje de Coutevroult                     |                      |
| 15               | Coutevroult                              |                      |
| 16               | Crécy-la-Chapelle                        |                      |
| 17               | Meaux                                    | A140                 |
| 18               | St. Jean-les-Deus-Jumeaux                |                      |
| 19               | Peaje de Montreuil - Montreuil-aux-Lions |                      |
| 20               | Château-Thierry                          |                      |
| 21               | Peaje de Dormans - Dormans               |                      |
|                  | Reims norte - Saint Quentin              | A26                  |
| 22               | Reims - Tinqueux                         |                      |
| 23               | Reims centro                             |                      |
| 24               | Reims - Cathédrale                       |                      |
| 25               | Reims - St. Rémi                         |                      |
| 26               | Reims - Cormontreuil                     |                      |
|                  | Peaje de Taissy                          |                      |
|                  | Troyes - Châlons-en-Champagne            | A26                  |
| 27               | La Veuve                                 |                      |
| 28               | St. Etienne-au-Temple                    |                      |
| 29               | Sainte-Menehould                         |                      |
| 29.1             | Clermont-en-Argonne                      |                      |
| 30               | Voie Sacrée                              |                      |
| 31               | Verdun                                   |                      |
| 32               | Fresnes-en-Woëvre                        |                      |
| 33               | Jarny                                    |                      |
|                  | Peaje de Beaumont                        |                      |
| 34               | Ste. Marie                               |                      |
| 35               | Marange-Silvange                         |                      |
| 36               | Sémécourt                                |                      |
|                  | Metz - Thionville                        | A31                  |
| 37               | Argancy                                  |                      |
|                  | Metz este                                | A315                 |
|                  | Metz este                                | A314                 |
| 38               | Boulay                                   |                      |
|                  | Peaje de Saint-Avold                     |                      |
| 39               | Saint-Avold                              |                      |
| 40               | Freyming-Marlebach                       | A320                 |
| 41               | Farébersviller                           |                      |
|                  | Peaje de Loupershouse                    |                      |
| 41.1             | Puttelange                               |                      |
| 42               | Sarreguemines                            |                      |
| 44               | Phalsbourg                               | N4                   |
| 45               | Saverne                                  |                      |
|                  | Peaje de Schwindratzheim                 |                      |
| 46               | Hochfelden                               |                      |
| 47               | Brumath norte                            | A340                 |
| 48               | Brumath sur                              |                      |
| 49               | Reichstett                               | A35                  |
| 49.1             | Hoenheim                                 |                      |
| 50               | Bischheim                                |                      |
| 51               | Estrasburgo centro                       |                      |

## Enalcese externos
- Autoroute A4 dans Saratlas
- Fiche autoroutière de l'A4 sur WikiSara
- L'A4 en photos sur FranceAutoroutes
- Société SANEF

- Datos: Q733222
- Multimedia: A4 autoroute / Q733222